# Chevron B16

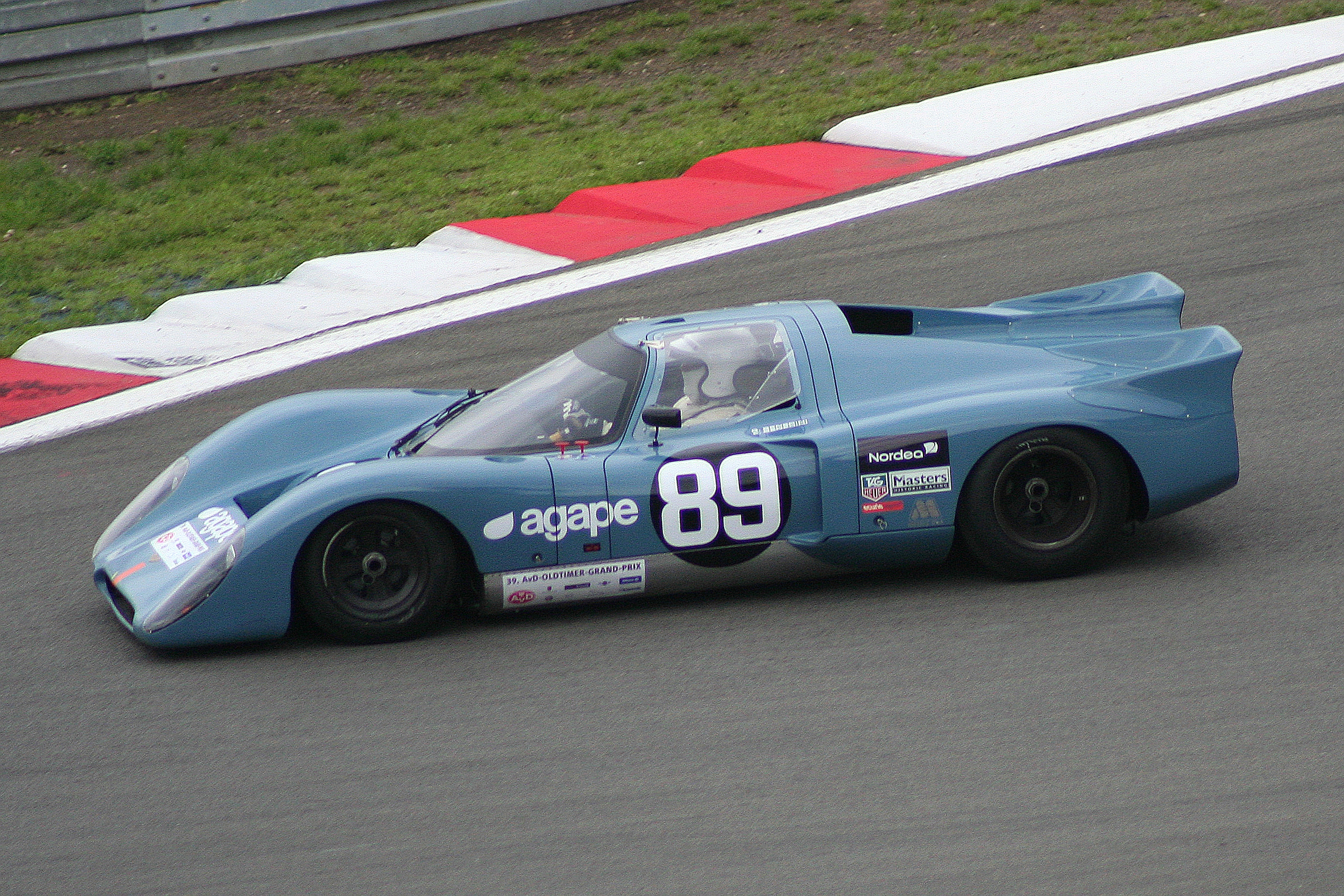
Chevron B 16, Baujahr 1969

Der Chevron B16 wurde 1969 von dem britischen Rennwagenhersteller Chevron als zweisitziger Rennsportwagen für die Marken-Weltmeisterschaft entwickelt. Gleich den ersten Einsatz, das 500-km-Rennen auf dem Nürburgring, am 7. September 1969, gewann Brian Redman in der Zeit von 3:13:01,6 Stunden. Den letzten Sieg mit einem Chevron B16 erzielte Clemens Schickentanz am 11. Juli 1971 beim Sportwagenrennen auf dem Norisring.

## Technik und Exemplare
Als Chassis verwendete Derek Bennett (1933–1978), wie beim Vorgänger B8, eine Gitterrohrkonstruktion mit aussteifenden Blechen aus Stahl und Aluminium. Das Fahrwerk mit Doppelquerlenkern an allen Rädern entsprach dem Üblichen. Derek Bennett entwarf auch die Karosserie aus glasfaserverstärktem Kunststoff, die von Specialised Mouldings gefertigt wurde. Angetrieben wurden die ersten Wagen von einem 1,6-Liter-Ford-Cosworth-FVA-Motor der Formel 2. Dank des persönlichen Kontaktes zwischen Bennett und Keith Duckworth wurde der Cosworth-Motor mit 1598 cm³ Hubraum überarbeitet. Ein auf 1790 cm³ vergrößerter Hubraum ergab bei diesem Motor eine höhere Leistung von 235 bhp (175 kW) bei 8750 min−1. 18 Exemplare wurde von diesem Motor an Chevron geliefert, später wurden auch ein BMW-M-10-Motor mit 2 Liter Hubraum und ein Mazda-Wankelmotor eingesetzt.
Insgesamt wurden 23 Chevron B16 gebaut, der als einer der schönsten Chevron-Sportwagen gilt. 2013 wurde bei einer Auktion in London ein Chevron B16 für knapp 270.000 Pfund Sterling verkauft. Kit-Car-Nachbauten des Chevron B16 wurden in den 1990er Jahren angeboten.

## B16-Spyder
Als Einzelstück wurde 1970 der einsitzige und offene Chevron B16-Spyder mit 1790-cm³-Cosworth-Motor ebenfalls von Brian Redman erfolgreich bei der Sportwagen-Europameisterschaft in der 2-Liter-Klasse eingesetzt.

## 500-km-Rennen auf dem Nürburgring
Die Favoriten des 500-km-Rennens 1969 auf dem Nürburgring waren drei Abarth, ein Prototyp und zwei Sportwagen, mit den Fahrern Johannes Ortner, Toine Hezemans und Gijs van Lennep, die bereits am Freitag derart gute Zeiten erzielten, dass sie auf das Samstagstraining verzichteten. Doch am Samstag fuhr Brian Redman im neuen Chevron B16 mit 1,6-Liter-Motor eine Runde in 8:33,5 Minuten und damit in einer 5,6 Sekunden kürzeren Zeit als Hezemans mit dem 2-Liter-Abarth. Im Rennen führte Redman von Anfang bis Schluss und fuhr mit 8:40,4 Minuten die schnellste Runde. Die Plätze zwei bis fünf belegten die Abarth-Fahrer Hezemans, van Lennep und Ortner sowie Herbert Schultze auf Alfa Romeo Tipo 33. Im Gegensatz zu Langstreckenrennen bewältigten die Fahrer die 500 Kilometer ohne Ablösung.

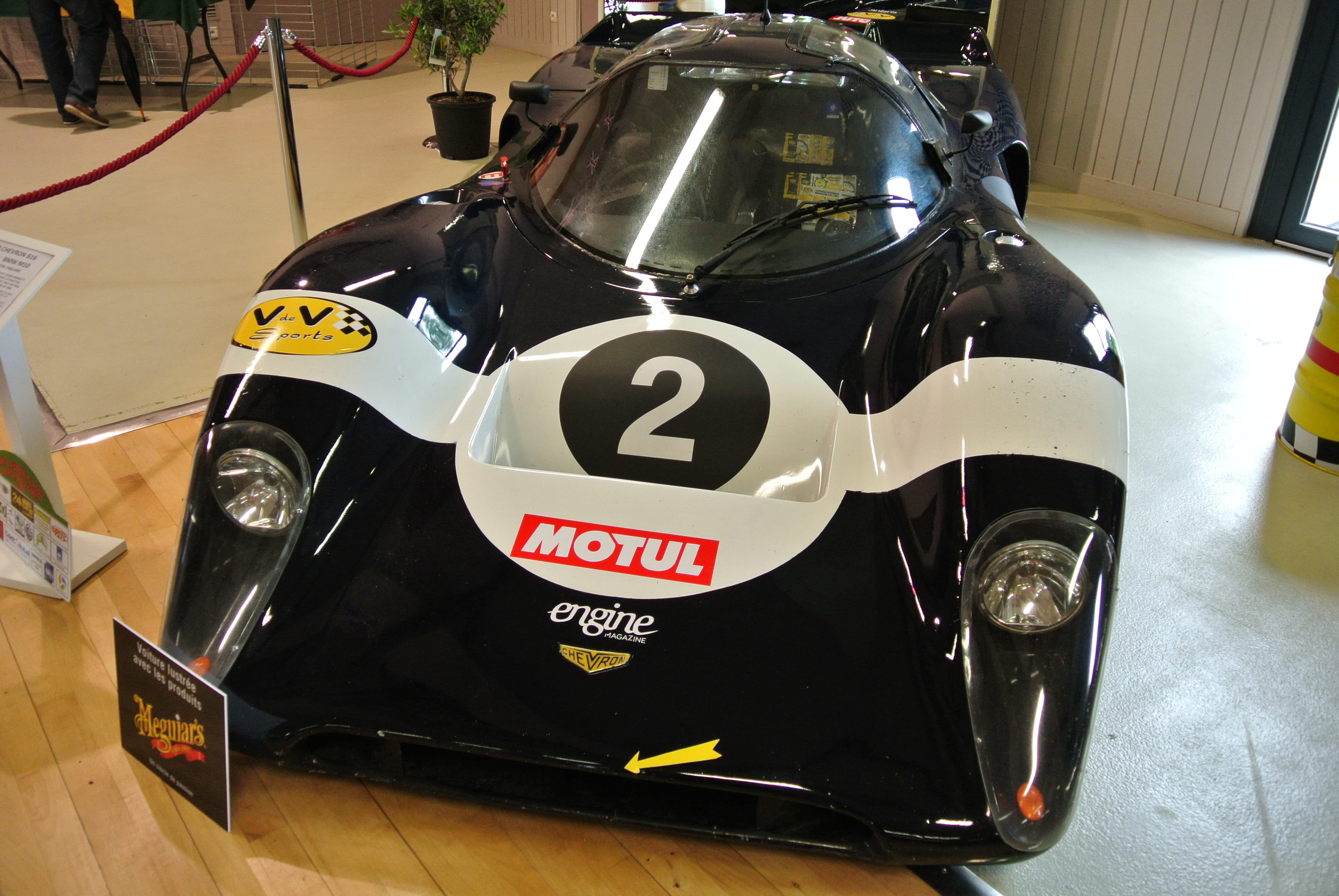
B16
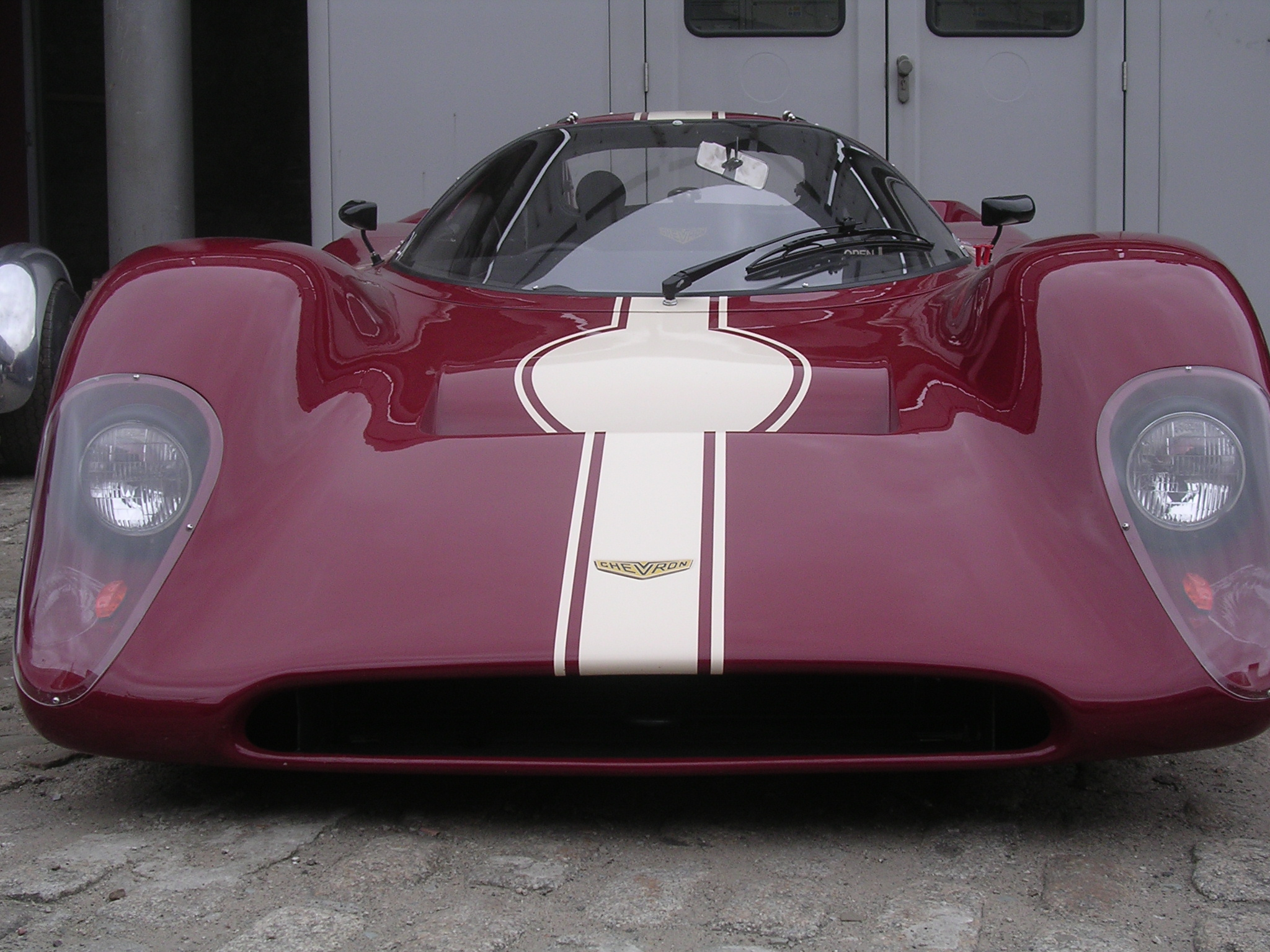
B16
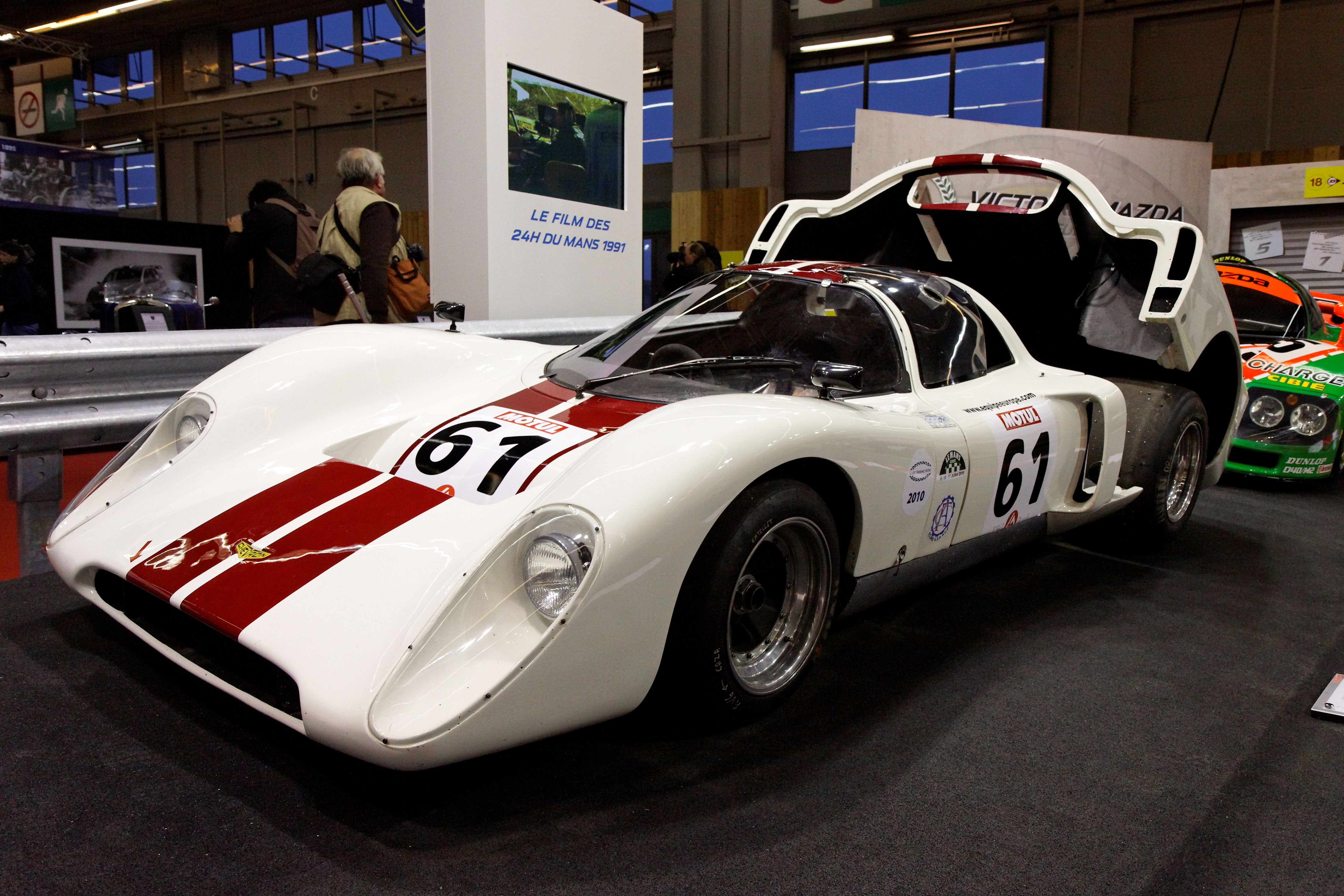
B16 (Mazda)
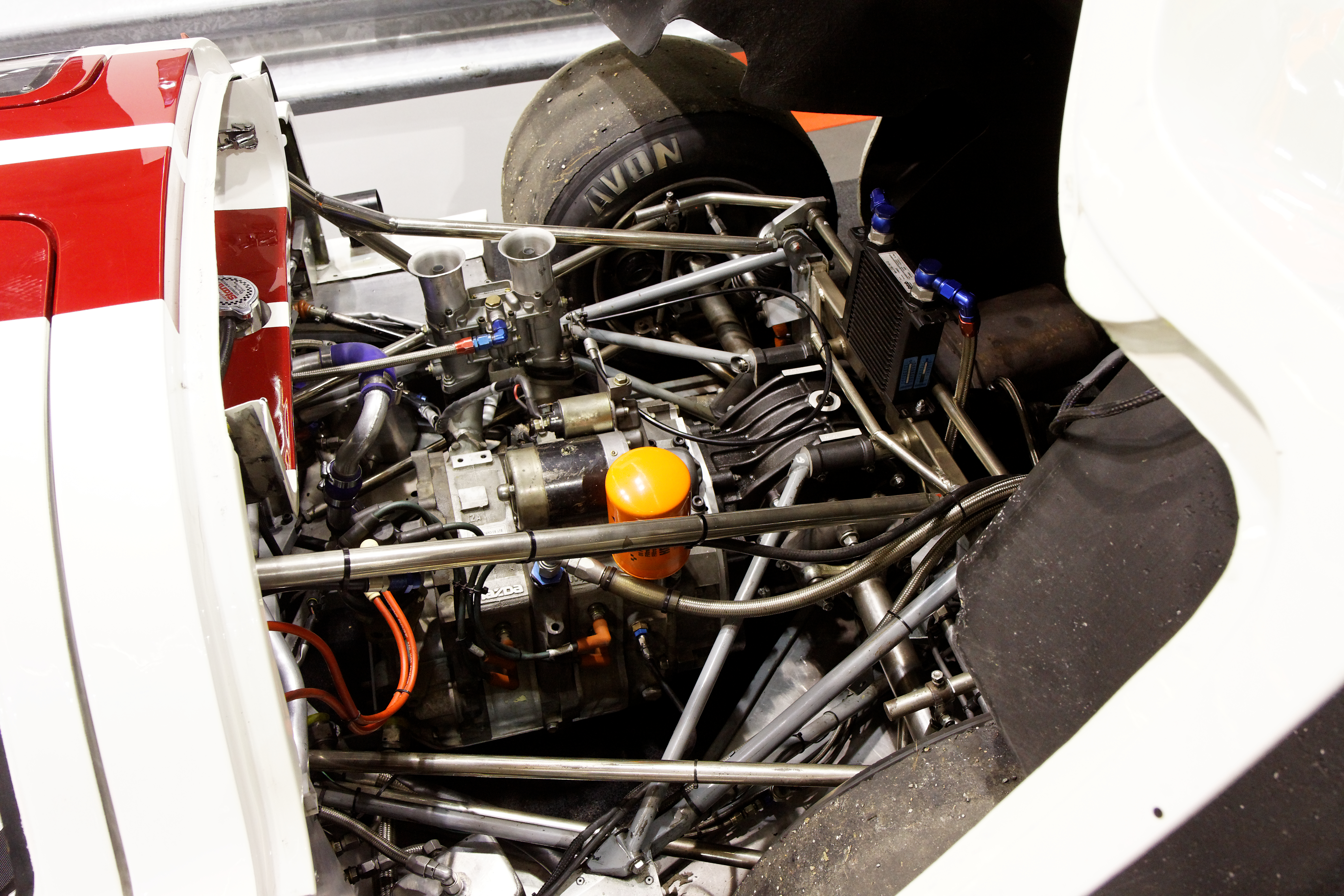
B16 (Mazda)

## Technische Daten
| Kenngrößen                | Chevron B 16 BMW (1969/70)                                                       |
| Motor                     | BMW M 10, Reihenvierzylinder                                                     |
| Hubraum                   | 1990,8 cm³                                                                       |
| Bohrung × Hub             | 89 × 80 mm                                                                       |
| Leistung                  | 220 PS (160 kW) bei 7800/min                                                     |
| Max. Drehmoment           | 210 Nm bei 6630/min                                                              |
| Gemischaufbereitung       | Vergaser Weber 45 DCOE                                                           |
| Getriebe                  | Fünfganggetriebe, Hewland FT 200 Hinterradantrieb                                |
| Karosserie                | Glasfaserverstärkter Kunststoff (Fiberglas)                                      |
| Radaufhängung vorn        | Doppelquerlenker                                                                 |
| Radaufhängung hinten      | umgedrehter Dreieckslenker unten, Querlenker oben, Diagonallenker oben und unten |
| Lenkung                   | Zahnstangenlenkung                                                               |
| Bremsen                   | Scheiben, Ø vorn 272 mm, hinten 262 mm                                           |
| Radstand                  | 2340 mm                                                                          |
| Reifengröße               | vorn 8.2/20 × 13, hinten 13.0/25,5 × 13                                          |
| Maße L × B × H            | 4113 × 1680 × 920 mm                                                             |
| Leergewicht (ohne Fahrer) | 660 kg                                                                           |